# Messier 64
Messier 64, M64, NGC 4826, ibland kallad Blåtiran eller Onda ögat och ibland även Törnrosagalaxen, är en spiralgalax i stjärnbilden Coma Berenices, Berenikes hår.
M64 ligger på 17 miljoner ljusårs (5,2 megaparsec) avstånd från jorden. Den har ett framträdande band med absorberande rymdstoft, som delvis döljer dess ljusa centrum vilket givit upphov till dess smeknamn.
Vid en ytlig betraktelse ser Messier 64 ut som en ganska normal spiralgalax som roterar medurs på bilden bredvid. Men även om majoriteten av dess stjärnor roterar på detta sätt, så har man nyligen upptäckt att gas och stoft i de yttre delarna roterar åt motsatt håll.
Detta tros vara resultatet av en kollision mellan galaxer om skedde för ca 1 miljard år sedan, då en mindre satellitgalax kolliderade med och absorberades av den större huvudgalaxen. Den mindre galaxen har nu nästan helt förintats genom att dess stjärnor antingen har uppslukats av Messier 64 eller spridits ut och skingrats. Det enda som återstår är denna motsatta rotation i utkanterna av galaxen.
En aktiv nybildning av stjärnor sker i de regioner där materia som roterar åt olika håll möts och trycks ihop. Man kan tydligt se områden med blåvita unga stjärnor som nyss bildats, tillsammans med rosafärgade områden med glödande vätgas som fluorescerar när de utsätts för ultraviolett ljus från de nybildade stjärnorna.